# Szczeciniastka
Szczeciniastka – w zależności od ujęcia systematycznego rodzaj (Virga Hill) lub sekcja (Dipsacus sect. Sphaerodipsacus Lange) roślin z rodziny przewiertniowatych (Caprifoliaceae). Obejmuje około 13 gatunków. Rośliny te występują głównie w Azji (10 gatunków), dwa z tych gatunków sięgają do Europy, dwa rosną w Afryce. W Polsce rośnie jeden gatunek – szczeciniastka owłosiona V. pilosa.
Rośliny te zasiedlają miejsca świeże i wilgotne sięgając na obszarach górskich wysokości do 4000 m n.p.m. Są jednoroczne i dwuletnie, o kwiatostanach kulistych, niewielkich, o łodygach niekolczastych lub z drobnymi kolcami (szczeciniastka owłosiona).

## Systematyka
Takson wyróżniany współcześnie zwykle w randze sekcji Sphaerodipsacus Lange w obrębie rodzaju szczeć Dipsacus, siostrzanej względem sekcji Dipsacus.